# Блакитна мечеть (Єреван)
Блакитна мечеть (вірм. Կապույտ մզկիթ, Kapuyt mzkitʿ, азерб. Göy məscid, перс. مسجد کبود, Masjid-e kabud) — соборна мечеть Єревана, побудована у 1766 році місцевим перським ханом, Гусейнали-ханом Каджаром. Площа мечеті — 7000 кв. м. В південно-східній частині знаходиться мінарет заввишки 24 м, є 28 павільйонів, бібліотека в північній частині, основний зал і купол у південній частині, внутрішній двір. На початку XX століття була однією з семи мечетей міста.

## Історія
Блакитна мечеть побудована у 1766 році. Купол і мінарет викладені декоративними фаянсовими плитками, оздоблені майолікою. З чотирьох мінаретів мечеті (висотою в 25 метрів) три були знесені після 1945 року. Весь комплекс займає площу 7000 квадратних метрів. У радянські роки перетворена спочатку в 1931 році, на Музей міста, потім на планетарій, є одним з культурних центрів іранської громади Вірменії. Її відновлення у 1996—1999 профінансував Іран.

## Фотогалерея

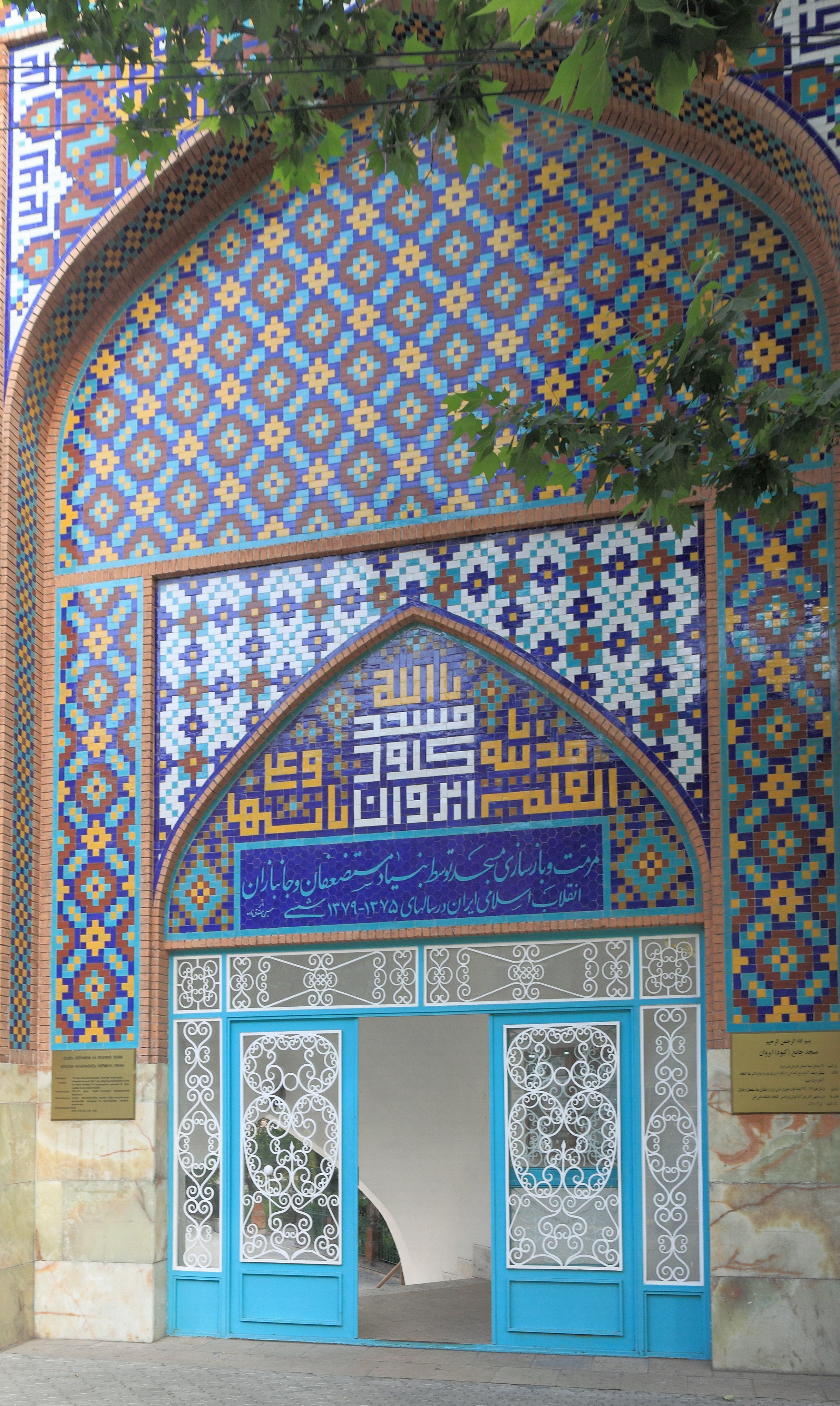
Вхід на вулиці
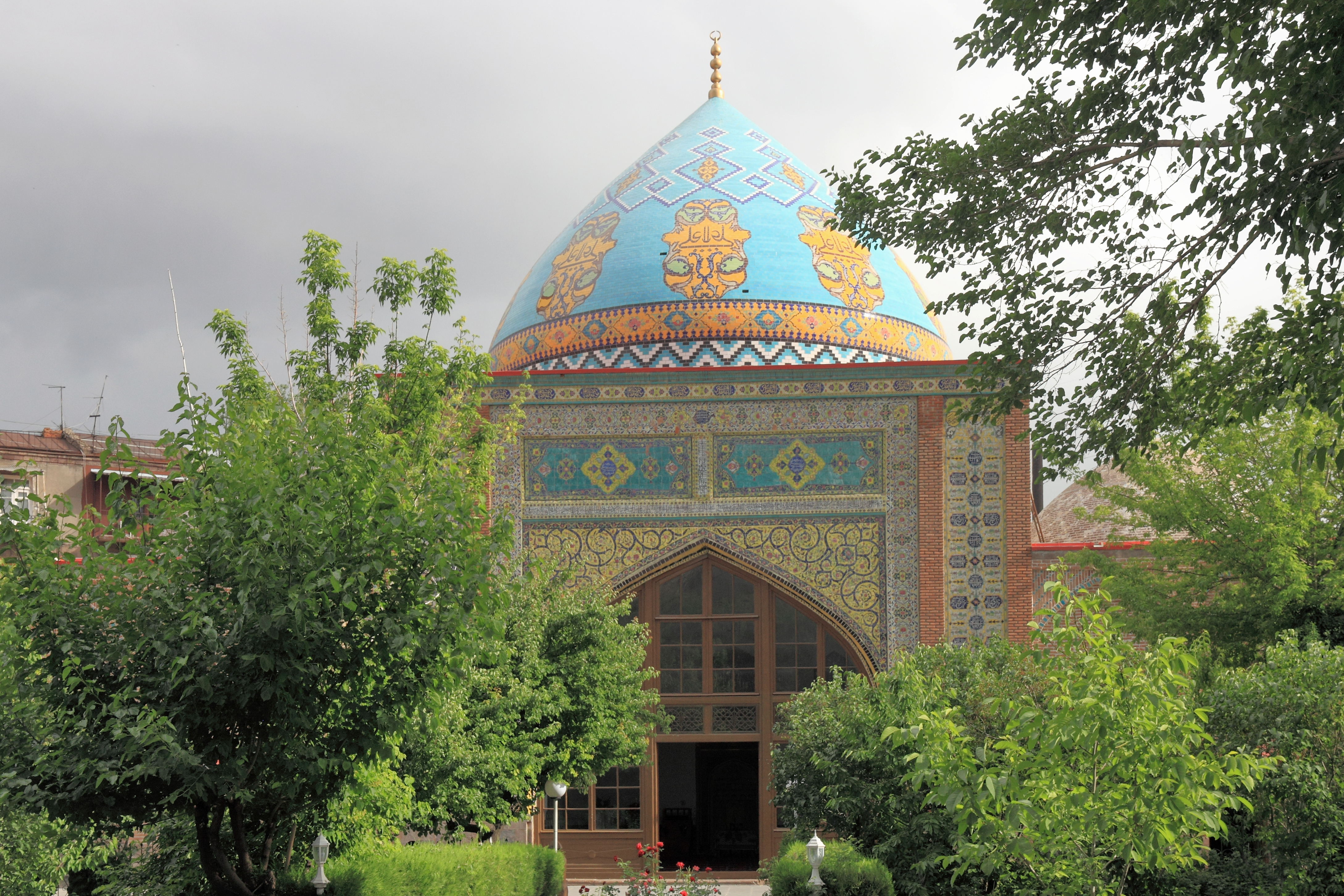
Мечеть
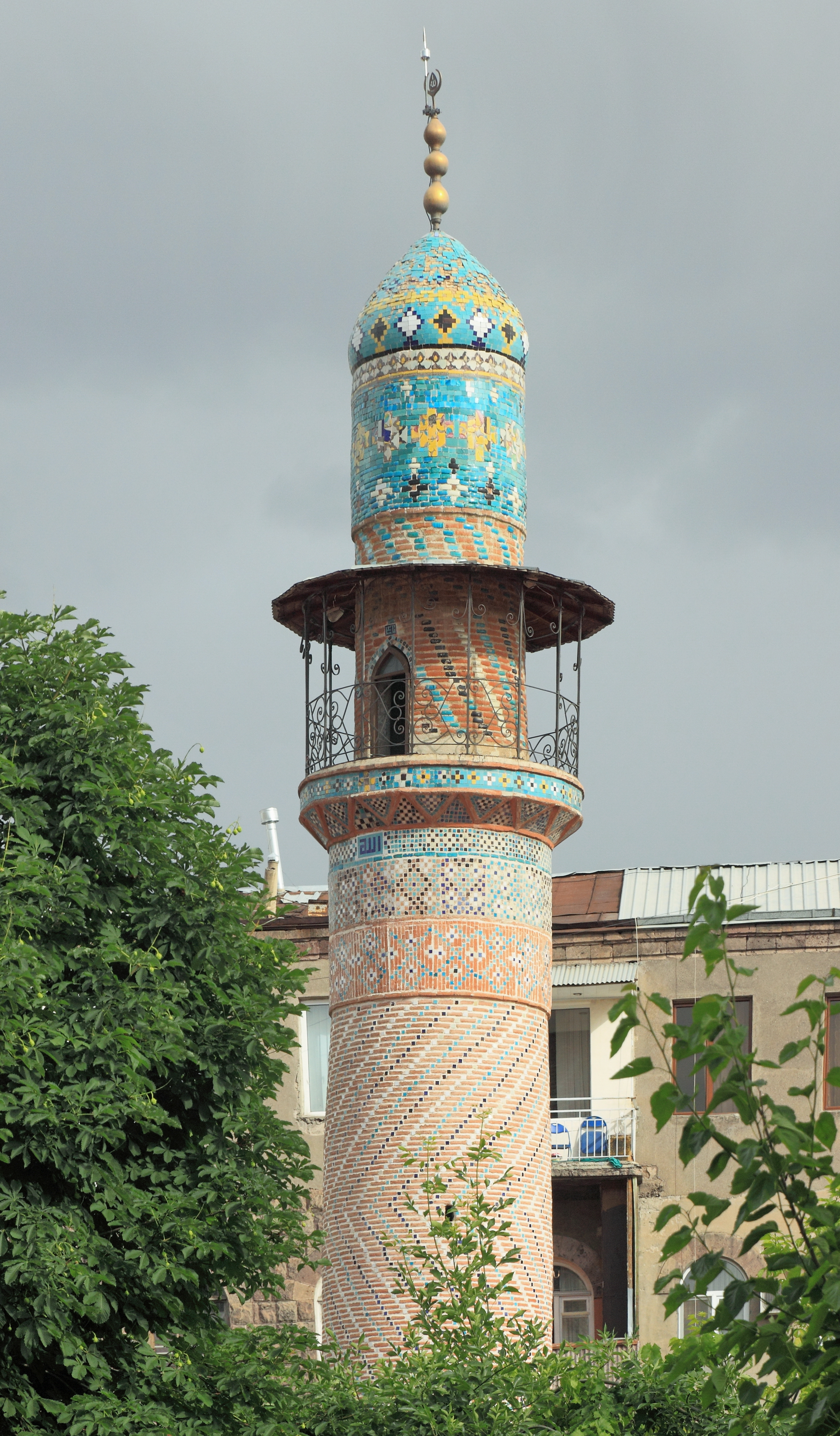
Мінарет
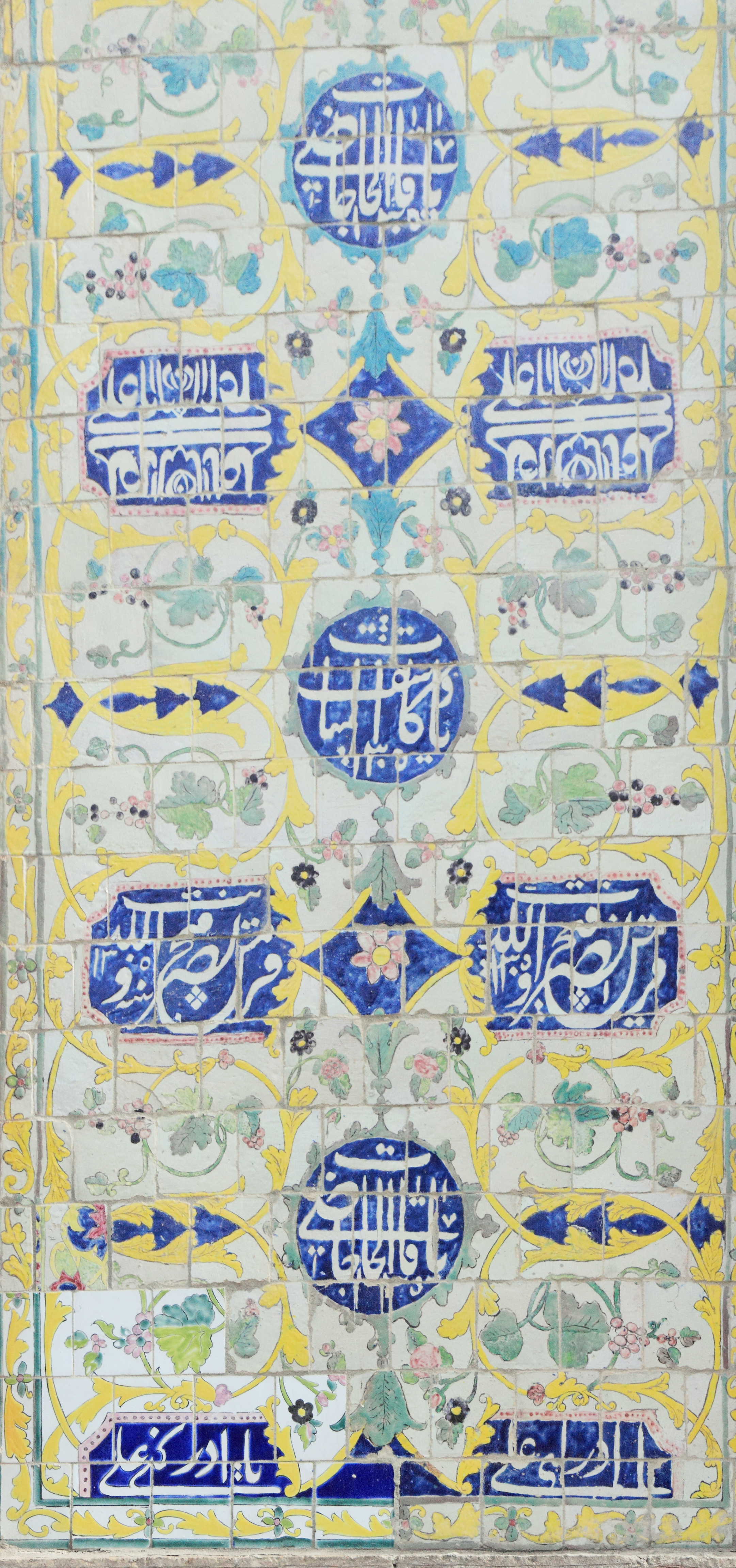
Прикрашені плитки
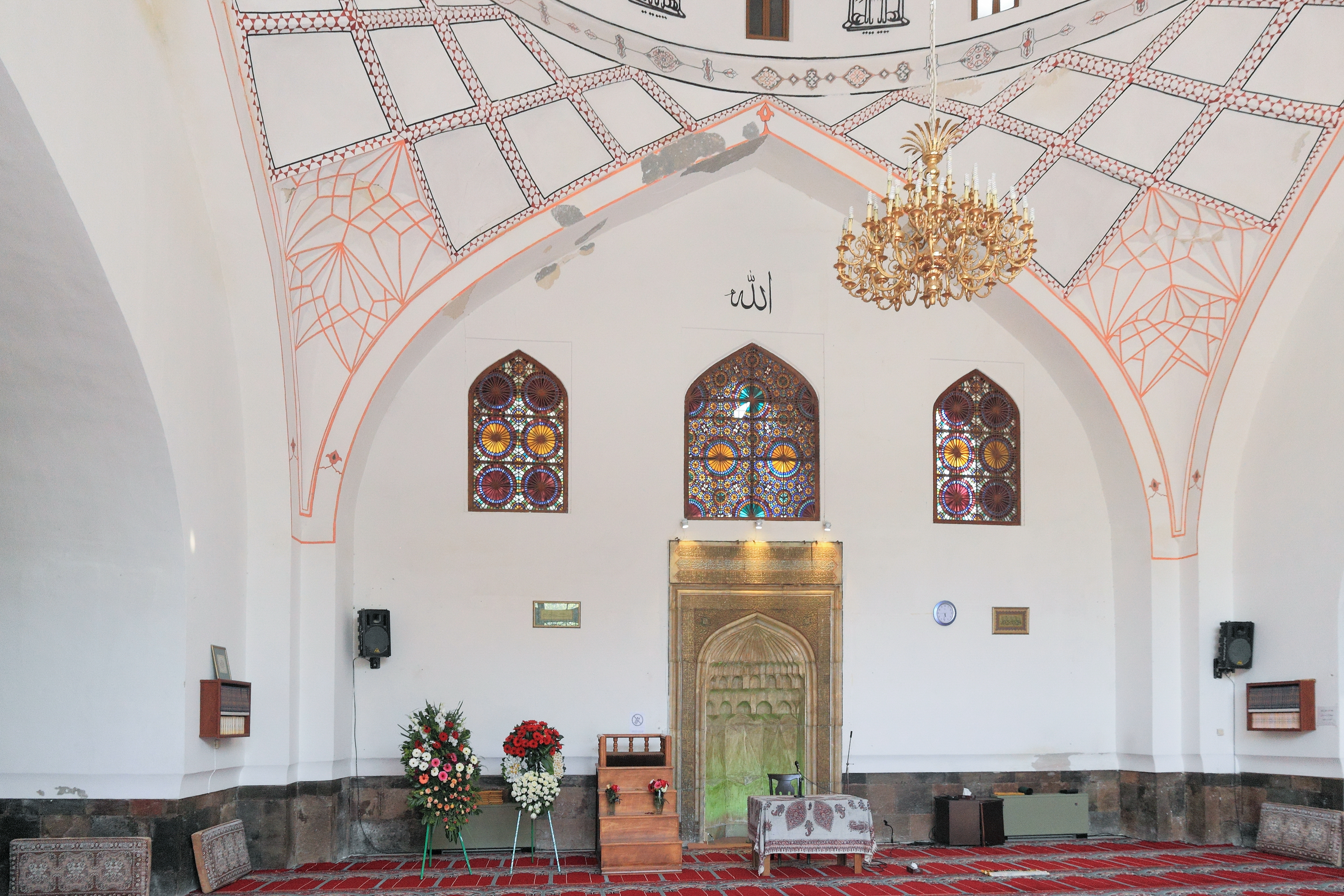
Інтер'єр блакитної мечеті
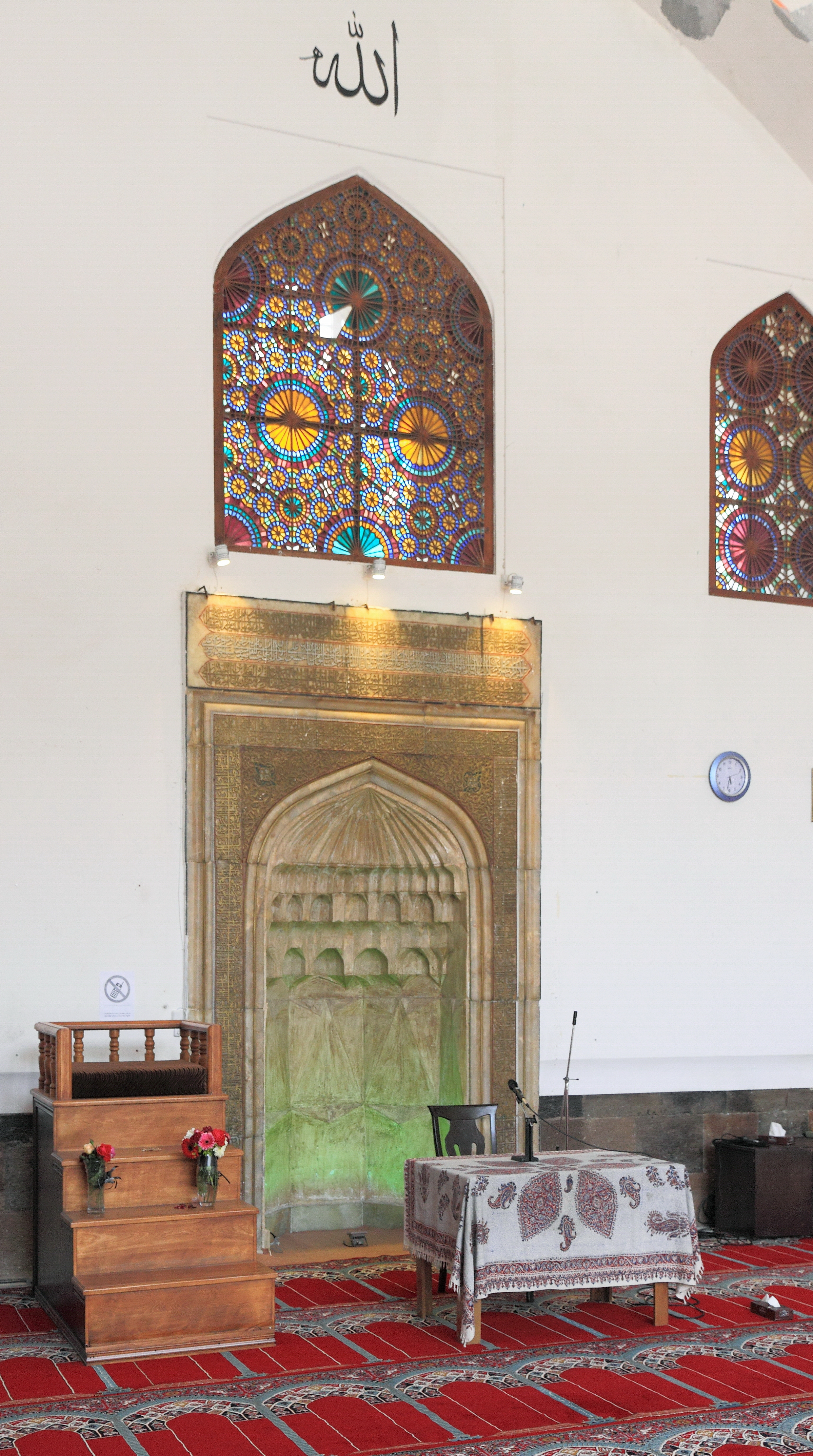
Міхраб